# Menandrosz (filozófus)
Menandrosz (Kr. e. 4. század) görög filozófus.
Szinópéi Diogenész egyik tanítványa volt, Diogenész Laertiosz egyik megjegyzése szerint Homérosz nagy tisztelője volt. Munkáiból egyetlen töredék sem maradt fenn.